# Euphorbia sclerophylla
Euphorbia sclerophylla är en törelväxtart som beskrevs av Pierre Edmond Boissier. Euphorbia sclerophylla ingår i släktet törlar, och familjen törelväxter. Inga underarter finns listade i Catalogue of Life.